# Catullus (cràter)
Catullus és un cràter d'impacte en el planeta Mercuri de 1002 km de diàmetre. Porta el nom del poeta de l'antiga Roma Gaius Valerius Catullus (c. 84 - c. 54 aC), i el seu nom va ser aprovat per la Unió Astronòmica Internacional el 2012.